# 萊特哈山

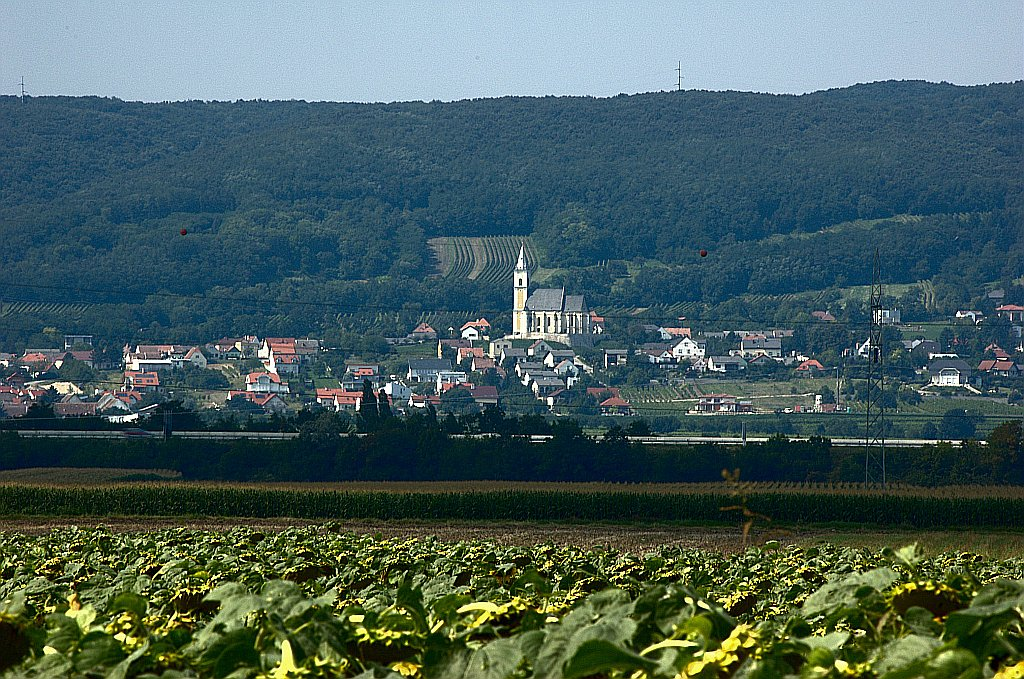

47°52′32″N 16°28′32″E / 47.87556°N 16.47556°E
萊特哈山（德語：Leithagebirge），是奧地利的山峰，位於該國東部，處於下奧地利州和布爾根蘭州接壤的邊界，屬於阿爾卑斯山脈的一部分，最高點松嫩貝格山海拔高度484米。